# Método de Altunin
El método de Altunin se utiliza para determinar los parámetros básicos de un cauce estable. El método fue presentado en 1962, desarrollado a partir de observaciones realizadas en cauces con material granular grueso, como grava y cantos rodados. Este método no tiene en cuenta el transporte de sedimentos. Analiza la estabilidad del cauce con velocidades próximas a la velocidad crítica de arrastre. Esto hace que cuando se aplica este método, extrapolando, a cauces arenosos se obtienen como resultado secciones mayores que las reales.

## Resistencia de las orillas
Desde le punto de vista de la resistencia de las orillas, Altunin diferencia dos tipos:
- Tipo a: orillas muy resistentes a la erosión. Están formados por materiales cohesivos o canto rodado;
- Tipo b: orillas poco resistentes a la erosión. Formadas por materiales aluviales sin cohesión.

## Desarrollo longitudinal de un río
Altunin distinguió tres zonas principales a lo largo del desarrollo longitudinal de un río, estas son:
- Zona montañosa. Es la zona en que las secciones se aproximan a una "V" y cuyo fondo está formado por rocas y cantos rodados; aunque también los hay con grava. Es la zona en que el río tiene mayores pendientes, y se subdivide a su vez en zona de alta montaña y montaña.
- Zona intermedia. Es la zona del río en que el cauce está formado por grava y arenas. Al producirse en esta zona grandes cambios de pendiente, se inicia el depósito de los materiales aluviales. En ella se forman los ríos trenzados y con islas, además de iniciarse el desarrollo de meandros. Esta zona se subdivide en pie de montaña y zona media.
- Zona de planicie. En esta zona el río corre sobre los sedimentos que ha transportado y depositado en otras épocas. El material de fondo y orillas es arena principalmente, aunque puede haber también limo y arcillas. En esta zona el río alcanza sus menores pendientes y es en donde se desarrollan los meandros. No todos los ríos alcanzan a desarrollar esta zona, la cual es indicio de que un río ha alcanzado su etapa de madurez. Se distinguen dos condiciones, una si el río es caudaloso y otra si es poco caudaloso, sin especificar el límite entre ellos.

## Fórmulas fundamentales
Al igual que los otros métodos para el análisis de los parámetros de los cauces estables, como los métodos de Lacey, Blench, Kondap y Simons y Albertson, por tener una corriente natural tres grados de libertad, Altunin utilizó también tres ecuaciones fundamentales:
- La primera que toma en cuenta la resistencia de las orillas;
- La segunda que asegura el movimiento continuo de las partículas del fondo; y,
- La tercera que toma en cuenta la resistencia al flujo o la fricción.

### Fórmula de resistencia de las márgenes
Esta expresión es atribuida a Gluschkov y es del tipo de las ecuaciones utilizadas en la teoría de régimen. Relaciona el ancho de una sección con su tirante:
{\displaystyle B^{m}=K.d_{m}} ....................................................................................................................................................{1}
donde:
{\displaystyle B=} ancho de la superficie libre de la corriente, en m
{\displaystyle d_{m}=} tirante medio de la sección, en m. Se define como la relación del área de la sección {\displaystyle A}, entre el ancho de la superficie libre {\displaystyle B}
{\displaystyle d_{m}={\frac {A}{B}}} ...................................................................................................................................{2}
{\displaystyle K=} Coeficiente de forma. 
Su valor es de 8 a 12 para cauces formados en material aluvial. Como valor promedio se puede utilizar 10.
Para ríos con orillas difícilmente erosionables, puede asumirse valores entre 3 y 5;
Para ríos con orillas fácilmente erosionables alcanza valores de 16 a 20.
{\displaystyle m=} exponente que puede ser obtenido mediante la expresión:
{\displaystyle m=\left({\frac {\tau _{o}}{\tau _{c}}}\right)^{0.1}} ..............................................................................................................................{3}
{\displaystyle \tau _{o}=} esfuerzo cortante que el flujo ejerce en el fondo, en kg f/m². Se obtiene de la relación:
{\displaystyle \tau _{o}=\gamma .d_{m}.S} ................................................................................................................................{4}
{\displaystyle \tau _{c}=} Esfuerzo cortante crítico para partículas con diámetro {\displaystyle D_{m}} , en kg f/m². Para valuarlo Gluschkov utilizó la expresión:
{\displaystyle \tau _{c}=0.039\left(\gamma _{\delta }-\gamma \right).D_{m}} ........................................................................................................{5}
En la ecuación anterior {\displaystyle \gamma } y {\displaystyle \gamma _{\delta }} son el peso específico del agua y de la partícula respectivamente, expresado en kg f/m³.
Al sustituir las ecuaciones {4} y {5} en la ecuación {3} se obtiene:
{\displaystyle m=0.72\left({\frac {\left(S_{\delta }-1\right).D_{m}}{d_{m}.S}}\right)^{0.1}=0.72\left({\frac {\Delta .D_{m}}{d_{m}.S}}\right)^{0.1}} .....................................................{6}
en que {\displaystyle S_{\delta }} densidad relativa de las partículas. se obtiene de la relación:
{\displaystyle S_{\delta }={\frac {\rho _{\delta }}{\rho }}={\frac {\gamma _{\delta }}{\gamma }}} ............................................................................................................................{7}
{\displaystyle \Delta =} densidad relativa de las partículas sumergidas
{\displaystyle \Delta ={\frac {\gamma _{\delta }-\gamma }{\gamma }}={\frac {\rho _{\delta }-\rho }{\rho }}} ...........................................................................................................{8}
En las dos últimas ecuaciones {\displaystyle \rho } y {\displaystyle \rho _{\delta }} son la densidas del agua y de las partículas, en kg f/m³.
El parámetro dentro del paréntesis de la ecuación {6} es igual al recíptoco del número de Shields, ya que en ríos generalmente se cumple que el radio hidráulico {\displaystyle R} es igual al tirante medio {\displaystyle d_{m}}. El parámetro adimensional de Shields vale:
{\displaystyle \tau _{*}={\frac {R.S}{\left(S_{\delta }-1\right).D_{m}}}={\frac {R.S}{\Delta .D_{m}}}} ..............................................................................................{9}
por lo que la ecuación {6} también se puede escribir:
{\displaystyle m=0.72.\tau _{*}^{-0.1}} ..........................................................................................................................{10}
Altunin no utilizó la fórmula {1} en la forma expuesta sino que la combinó con la ecuación propuesta por Pablousky para obtener la velocidad media de una corriente. De esta ecuación utiliza la condición en que ella es similar a la ecuación de Manning. El caudal que pasa por una sección, utilizando la ecuación de Manning se expresa como:
{\displaystyle Q={\frac {1}{n}}.B.{d_{m}}^{5/3}.S^{1/2}} ..............................................................................................................{11}
donde:
{\displaystyle Q=} caudal, en m³/s
{\displaystyle n=} Coeficiente de rugosidad de Manning
Al combinar las ecuaciones {1} y {11} se llega a la relación:
{\displaystyle B=\left({\frac {n.Q.K^{5/3}}{S^{1/2}}}\right)^{\frac {3}{3+5m}}} ..........................................................................................................{12}
En la expresión {12}, las constantes se pueden agrupar en una sola, mediante la expresión:
{\displaystyle E=\left(n.K^{5/3}\right)^{\frac {3}{3+5m}}} ..................................................................................................................{13}
con ello se llega a:
{\displaystyle B=E.\left({\frac {Q}{S^{1/2}}}\right)^{\frac {3}{3+5m}}} ...............................................................................................................{14}
Después de comparar esta expresión con los datos disponibles, Altunin recomendó que en problemas prácticos de diseño se utilice la ecuación:
{\displaystyle B={\frac {E.Q^{0.5}}{S^{0.2}}}} ...................................................................................................................................................{15}
o bien, en función del caudal unitario {\displaystyle q}
{\displaystyle B={\frac {E^{2}.q}{S^{0.4}}}} .......................................................................................................................................................{16}
La ecuación {15} es la primera ecuación fundamental utilizada por Altunin. Si se requiere mayor precisión, o bien, si se obtienen resultados absurdos, habrá necesidad de volver a la ecuación {14}.

### Fórmula que considera el movimiento continuo de las partículas del fondo
La segunda ecuación fundamental, propuesta por Altunin, es la que permite obtener la velocidad media mínima que garantiza el movimiento de las partículas. Altunin utilizó la siguiente:
{\displaystyle U=a.U_{\phi }.{d_{m}}^{\alpha }} ...............................................................................................................................................{17}
donde:
{\displaystyle a=} coeficiente, que según Altunin vale 1 para zona de montaña o intermedia y entre 1.1 y 1.15 en la zona de planicie.
{\displaystyle U_{\phi }=} velocidad media de la corriente cuando el tirante es de 1 m, que excluye la posibilidad de erosión pero garantiza el movimiento de las partículas. Se denomina también velocidad de formación.
Para evaluarla, Maza propone las siguientes cuatro ecuaciones que obtuvo a partir de datos observados por Altunin y Lebediev.
a) para 0.0003 m ≤ {\displaystyle D_{m}} ≤ 0.00263 m (con datos de Lebediev)
{\displaystyle U_{\phi }=113.6D_{m}+0.466} ........................................................................................................{18}
b) para 0.00263 m ≤ {\displaystyle D_{m}} ≤ 0.0303 m (con datos de Altunin y Lebediev)
{\displaystyle U_{\phi }={\frac {1}{1.341-12.5.D_{m}}}} ........................................................................................................{19}
c) para 0.0303 m ≤ {\displaystyle D_{m}} ≤ 0.0865 m (con datos de Altunin)
{\displaystyle U_{\phi }=2.248-{\frac {0.0366}{D_{m}}}} ............................................................................................................{20}
d) para 0.0865 m ≤ {\displaystyle D_{m}} (con datos de Altunin)
{\displaystyle U_{\phi }={\frac {D_{m}}{0.259D_{m}+0.0247}}} ....................................................................................................{21}
En las cuatro ecuaciones anteriores, {\displaystyle D_{m}} es el diámetro medio del material de fondo, en m. Altunin presentó valores de {\displaystyle U_{\phi }} para los límites 0.01 m ≤ {\displaystyle D_{m}} ≤ 0.2 m por lo que su método se propone para material grueso. Este método se ha aplicado para arenas 0.001 m ≤ {\displaystyle D_{m}} y sus resultados han sido semejantes a otros métodos.
{\displaystyle \alpha =} exponente, que vale 1/5 si {\displaystyle d_{m}} > 2.5 m; 1/4 si 2.5 m > {\displaystyle d_{m}} > 1.5 m y 1/3 si {\displaystyle d_{m}} < 1.5 m
Si durante el cálculo, {\displaystyle d_{m}} sobrepasa el valor supuesto inicialmente y que sirvió para escoger {\displaystyle \alpha } , se deberá repetir el cálculo con el nuevo valor de {\displaystyle \alpha }.
Un valor de {\displaystyle U_{\phi }} es ligeramente mayor que los valores propuestos por otros autores para la velocidad media crítica; es decir de inicio de movimiento del material de fondo. Aunque Altunin no da valores de {\displaystyle U_{\phi }} cuando {\displaystyle D_{m}} ≤ 0.010 m, su método permite obtener buenos resultados aun para cauces arenosos.
Existe también una relación entre {\displaystyle E} y {\displaystyle U_{\phi }} dada por:
{\displaystyle E={\frac {c}{{U_{\phi }}^{0.5}}}} ................................................................................................................................{22}
y que generalmente se utiliza para determinar {\displaystyle E}. {\displaystyle c} es un coeficiente con valor próximo a uno.

### Fórmula que considera la resistencia al flujo o la fricción
Ya se ha mencionado que Altunin utilizó la fórmula de Manning como fórmula de fricción, la que combinada con la fórmula de Gluschkov le permitió obtener la primera ecuación fundamental, la ecuación {15}. Sin embargo, como fórmula de fricción en cauces con material grueso finalmente propuso:
{\displaystyle U=k.{d_{m}}^{z}.{S}^{x}} ............................................................................................................................................{24}
donde {\displaystyle k} , {\displaystyle z} y {\displaystyle x} dependen del material que forma las orillas y fondo del cauce. Como Altunin recomendó utilizar su método para material grueso y tomó en cuenta otras pérdidas ocasionadas por las irregularidades de las secciones y del fondo, propuso los siguientes valores: {\displaystyle k=11} , {\displaystyle z={1/2}} y {\displaystyle x={1/3}} .

## Fórmulas de diseño
A partie de las fórmulas fundamentales (ecuaciones {15}, {17} y {24}) se obtienen las expresiones para evaluar las características del cauce que sean desconocidas, ya sean geométricas o hidráulicas. Así de las ecuaciones {17} y {24} se obtiene el tirante de la corriente:
{\displaystyle d_{m}=\left({\frac {a.U_{\phi }}{k.S^{x}}}\right)^{\frac {1}{z-\alpha }}} .....................................................................................................................................{25}
Esta ecuación se aplica si son conocidos el material del cauce y la pendiente, se obtiene el tirante medio que tendrá el río para un solo brazo o cauce.
La velocidad media se obtiene al sustituir {\displaystyle d_{m}} en la ecuación {17}, se llega así a:
{\displaystyle U=\left[{\frac {\left({a.U_{\phi }}\right)^{z}}{{\left(k.S^{x}\right)}^{\alpha }}}\right]^{\frac {1}{z-\alpha }}} ..................................................................................................................................{26}
Por un brazo único con tirante {\displaystyle d_{m}} podrá pasar un caudal unitario teórico {\displaystyle q=U.d_{m}} , que se obtiene de sustituir el {\displaystyle d_{m}} obtenido con la ec. {25} y la velocidad {\displaystyle U} dada por la ec. {26}. Se llega así a:
{\displaystyle q=\left[{\frac {\left({a.U_{\phi }}\right)^{1+z}}{{\left(k.S^{x}\right)}^{1+\alpha }}}\right]^{\frac {1}{z-\alpha }}} ..............................................................................................................................{27}
Al comparar las ecuaciones {27} y {25} se obtiene una relación entre {\displaystyle q} y {\displaystyle d_{m}} :
{\displaystyle d_{m}=\left({\frac {q}{a.U_{\phi }}}\right)^{\frac {1}{1+\alpha }}} ....................................................................................................................................{28}
Puesto que {\displaystyle Q=q.B} , el caudal teórico que puede pasar por el río por un único cauce se obtiene con ayuda de las ecuaciones {16} y {27} y vale:
{\displaystyle Q_{t}=E^{2}\left[{\frac {{\left(a.U_{\phi }\right)}^{1+z}}{k^{1+\alpha }.S^{\epsilon }}}\right]^{\frac {2}{z-\alpha }}} .....................................................................................................................{29}
donde:
{\displaystyle \epsilon =0.2\left(z-\alpha \right)+x\left(1+\alpha \right)} ................................................................................................................{30}
De la observación de la ecuación {29}, se deduce que el caudal formativo {\displaystyle Q} , pasando por un solo cauce es tanto menor cuanto pas pequeño es {\displaystyle U_{\phi }} , la que a su vez, lo es cuanto menor sea el diámetro de las partículas; además {\displaystyle Q} es tanto mayor cuanto menor sea {\displaystyle S} , la que en cauces naturales disminuye al disminuir el diámetro del material de fondo. Puesto que en la ec. {29} la influencia de {\displaystyle S} es mayor que la de {\displaystyle U_{\phi }} , en los ríos de planicie donde menor es la pendiente. y por ende el diámetro de las partículas de fondo, mayor es el caudal formativo que puede pasar por un solo cauce.
Si el caudal formador {\displaystyle Q_{d}} que pasa por el cauce es mayor que el {\displaystyle Q_{t}} obtenido en la ec. {29}, existirá la posibilidad de que la corriente fluya en dos formas diferentes:
1. El caudal se divide pasando por varios brazos o cauces, que forman islas, cuya características geométricas se acercanrán a las teóricas presentadas. El caudal que pasa en cada brazo tenderá al {\displaystyle Q_{t}} dado por la ec {29}.
2. Todo el caudal pasará por un solo brazo, lo que requiere velocidades {\displaystyle U_{\phi }} mayores y pendientes menores.

El abatimiento de la pendiente se detendrá cuando el caudal {\displaystyle Q_{t}} se acerque al caudal {\displaystyle Q_{d}} , o hasta que el acorazamiento que puede ocurrir en el fondo eleve el valor de {\displaystyle U_{\phi }} . Puesto que el tirante es función de {\displaystyle U_{\phi }} , ese abatimiento de pendiente e incremento de {\displaystyle U_{\phi }} conducirá también a mayores tirantes.
Cuando las orillas son fácilmente erosionables, en lugar de ocurrir la erosión en el fondo, habrá erosiones laterales, con lo que la disminución de la pendiente se logra con el aumento de la longitud del río y por ello el río tenderá a formar y desarrollar meandros.
Lo que se ha expresado hasta aquí no tiene en cuenta el transporte de sedimentos, por lo que consideramos que puede diferir de lo que ocurre en situaciones reales.
La pendiente teórica de equilibrio {\displaystyle S_{t}} , considerando el caudal teórico obtenido con la ec. {29}, vale:
{\displaystyle S_{t}=\left({\frac {E^{z-\alpha }.\left(a.U_{\phi }\right)^{1+z}}{k^{1+\alpha }.Q_{t}^{\frac {z-\alpha }{2}}}}\right)^{\frac {1}{\epsilon }}}................................................................................................................{31}
Si se hace pasar un caudal de diseño {\displaystyle Q_{d}} mayor que {\displaystyle Q_{t}} , la pendiente deberá disminuir y se producirán los efectos ya señalados; así, la pendiente real o de diseño que debe alcanzar el río se podrá evaluar con la siguiente expresión:
{\displaystyle S_{d}=S_{t}\left({\frac {Q_{t}}{Q_{d}}}\right)^{\frac {\left(z-\alpha \right)}{2\epsilon }}}................................................................................................................................{32}
El subindice {\displaystyle d} indica "de diseño"ó "formativo" y el {\displaystyle t} "teórico". Puesto que en el ejemplo comentado, {\displaystyle Q_{d}{>}Q_{t}} se cumplirá que {\displaystyle S_{d}{<}S_{t}} .
A partir de las ecuaciones {17} y {24} y sustituyendo {\displaystyle U=Q{/}Bd_{m}} se obtiene una expresión para calcular el ancho de la superficie libre en función de la pendiente:
{\displaystyle B={\frac {Q\left(k.S^{x}\right)^{\frac {1+\alpha }{z-\alpha }}}{\left(a.U_{\phi }\right)^{\frac {1+z}{z-\alpha }}}}} ..................................................................................................................................{33}
Al despejar {\displaystyle S} de la ecuación {15} y sustituirlo en la ec. {33} se llega a una relación entre el ancho de la superficie libre y el caudal, sin la intervención de {\displaystyle S} ó {\displaystyle d_{m}} :
{\displaystyle B=\left[{\frac {\left(k.E^{5x}\right)^{1+\alpha }.Q^{z-\alpha +2.5x\left(1+\alpha \right)}}{{\left(a.U_{\phi }\right)}^{1+x}}}\right]^{\frac {1}{z-\alpha +5x\left(1+\alpha \right)}}} ...........................................................................{34}

{\displaystyle }